# Bernhard Seyfert (Pädagoge)
Max Bernhard Seyfert (* 3. November 1865 in Chemnitz; † vor 1950) war ein deutscher Geschichtsdidaktiker und Verfasser von vielen Geschichtslehrbüchern zwischen 1905 und 1936 in Sachsen. Er trug auch den Professorentitel.
Seyfert, Sohn eines Maschinenbauers, begann seine Karriere mit einer Ausbildung zum Volksschullehrer in Zschopau 1880 bis 1886. Dann studierte er ab 1889 an der Universität Leipzig und promovierte sich 1894 über ein musikhistorisches Thema zum deutschen Liedgut. Als Lehrer für Deutsch und Geschichte lehrte er in Leipzig mit einer zeitüblich deutschnationalen Grundhaltung. 1922 war er Studienrat an der I. Realschule zu Leipzig und leitete diese Schule (Friedrich-List-Schule) bis 1931 als Oberstudienrat und stellvertretender Schulleiter. Den Pensionär beauftragte das Leipziger Schulamt mit der Aufsicht über die Privatschulen, zu der auch die jüdische Realschule gehörte. So war er 1933 zuständig für die Durchsetzung der nationalsozialistischen Schulmaßnahmen, wobei er eine rechtsstaatliche und korrekte Vorgehensweise versuchte.

## Werke
- Das musikalisch-volkstümliche Lied von 1770-1800, Dissertation Leipzig 1894 online
- Geschichtliches Hilfsbuch für Mittelschulen (Heft 2-3). Buchh. des Waisenhauses, Halle a.d.S. 1910–1911 (Digitalisat).
- Geschichtliche Erzählungen für die Unterklassen der höheren Schulen Sachsens. Ausg. B, für Gymnasien u. Realgymnasien, 6. Aufl. Buchh. des Waisenhauses, Halle a.d.S. 1917 (Digitalisat).
- Lehrbuch der Geschichte, Vorstufe (1908) (Digitalisat); 1. Teil (1922), 6. Teil (1906) (Digitalisat) zusammen mit Friedrich Neubauer
- Bilder zur Geschichte mit besonderer Betonung der Kunstgeschichte, Herausgeber, 1923
- Sagen und Geschichten – Geschichtliche Erzählungen für die Unterklassen sächsischer höherer Schulen
- Bildersaal der Geschichte Europas – Geschichte im Bilde, Reclam Reprint Leipzig 2009, ISBN 3-8262-1941-4